# Cydistomyia albithorax
Cydistomyia albithorax är en tvåvingeart som först beskrevs av Ricardo 1913.  Cydistomyia albithorax ingår i släktet Cydistomyia och familjen bromsar. Inga underarter finns listade i Catalogue of Life.